# Gyrodactylus rarus
Gyrodactylus rarus är en plattmaskart. Gyrodactylus rarus ingår i släktet Gyrodactylus och familjen Gyrodactylidae. Inga underarter finns listade i Catalogue of Life.